# Jarużyn (osada)
Jarużyn – osada w Polsce, położona w województwie zachodniopomorskim, w powiecie myśliborskim, w gminie Myślibórz. Miejscowość wchodzi w skład sołectwa Myśliborzyce.
W latach 1975–1998 miejscowość administracyjnie należała do województwa gorzowskiego.